# Frauenarzt Dr. Sibelius
Frauenarzt Dr. Sibelius ist ein deutscher Spielfilm aus dem Jahr 1962 mit Lex Barker in der Titelrolle. Regie bei diesem Arztfilmdrama führte Rudolf Jugert.

## Handlung
Klinikarzt Dr. Georg Sibelius geht ganz in seinem Beruf als Gynäkologe auf. Seine junge Frau Elisabeth, die selbst keine Kinder bekommen kann, ist darauf eifersüchtig. Sie verdächtigt ihn der Untreue mit jungen Susanne Hellmann und auch mit deren älteren Schwester Sabine. Diese ist eine Jugendliebe Georgs und unvermittelt wieder in dessen Leben aufgetaucht.
Tatsächlich möchte Sabine Hellmann Dr. Sibelius zurückgewinnen. Da muss der Arzt feststellen, dass seine Jugendliebe schwer erkrankt ist. Georg spielt ihr vor, sie noch immer zu lieben und gibt ihr damit bis zu ihrem frühen Tod in seinen Armen Halt. Ein weiteres Problem ist der ebenso ehrgeizige wie intrigante Assistenzarzt Dr. Möllendorf. Dieser versucht, Sibelius aus seinem Amt zu drängen. Es bietet sich eine Gelegenheit in Gestalt einer hinterhältigen Patientin namens Gitta Hansen, die sich aus persönlichen Gründen an Sibelius rächen will. Elisabeth stellt nun ihre Eifersucht hintan und steht zu ihrem Mann.

## Produktionsnotizen
Frauenarzt Dr. Sibelius entstand zwischen dem 29. März und dem 19. April 1962 in den CCC-Studios in Berlin-Spandau. Die Bauten entwarf Paul Markwitz, die Kostüme besorgte Walter Kraatz. Clemens Tütsch sorgte für den Ton. Der Film passierte die FSK-Prüfung am 13. Juni 1962. Die Uraufführung erfolgte am 22. Juni 1962. Am 1. November 1971 wurde Frauenarzt Dr. Sibelius erstmals im deutschen Fernsehen ausgestrahlt.

## Kritiken
„ohne neue Einfälle und mit typisierten Figuren“

„Weibliche Eifersucht und Zudringlichkeit geben einem deutschen Chefarzt Gelegenheit, seinen grenzenlosen Edelmut unter Beweis zu stellen. Eingeblendet in die Weißkittel-Kolportage: Aufnahmen von einer Kaiserschnitt-Operation.“